# Модий

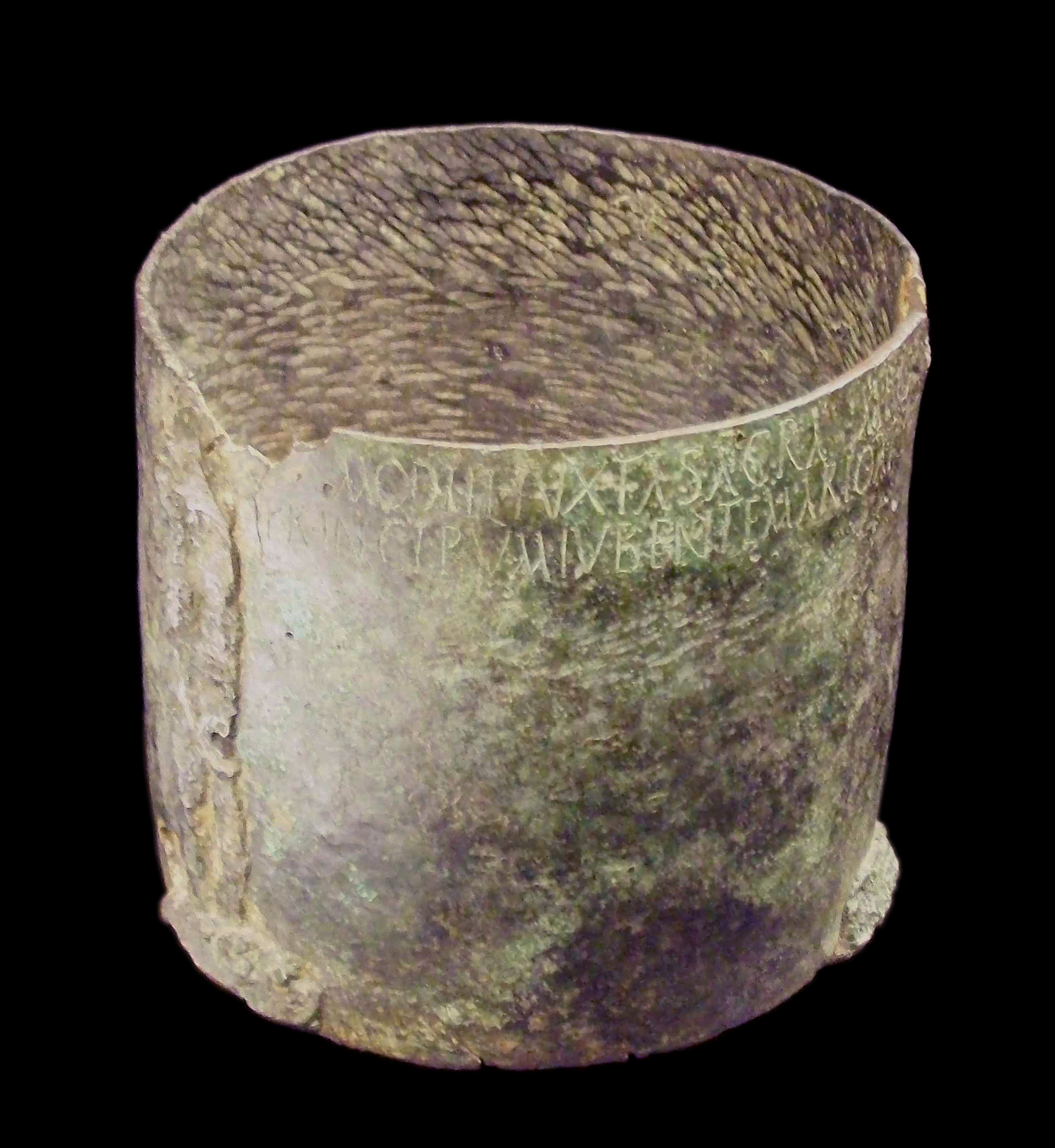
Мерный стакан в 1 модий

Модий (лат. Modius(Italicus modius)) — древнеримская единица объёма, используемая в первую очередь для измерения объёма зерна. 1 модий составляет 8 754 см³ (8,754 литра в килограммах: для вещества (зерна) с плотностью: 769 кг/куб.м = 6,73 кг).
Модий был эквивалентен трети квадрантной амфоры. Модий содержал 16 секстариев (каждый 0,547 литра) , 32 гемина (лат. hemina), 64 квартария (лат. qartarius), 128 ацетабула (лат. acetabulum) и 192 киафа (лат. cyathus).

## Модиус кастренсис
Kastrensis (castrensis) modius был мерой в размере 2 римских модиев = 17,5 литров. Название меры указывает на то, что она использовалась при раздаче пайков в римских лагерях (Каструмах); Однако это также была мера, широко распространённая в восточных провинциях.
По другим данным наличие обнаруженных металлических мер означает, что эта мера была 35-50 % больше стандартного модия. «Модий кастренсис», вероятно объемом в 12,93 литров, является обычной мерой в эдикте Диоклетиана о Ценах от 301 г.н. э.